# Nord de Sant Joan
Nord de Sant Joan este o arie protejată (sit de importanță comunitară — SCI) din Spania întinsă pe o suprafață de 1.928,15 ha, integral pe uscat.

## Localizare
Centrul sitului Nord de Sant Joan este situat la coordonatele 39°05′23″N 1°33′41″E / 39.0896°N 1.5614°E.

## Înființare
Situl Nord de Sant Joan a fost declarat sit de importanță comunitară în aprilie 2004 pentru a proteja 2 specii de plante și 15 specii de animale.

## Biodiversitate
Situată în ecoregiunile marină mediteraneană și mediteraneană, aria protejată conține 6 habitate naturale: Tufărișuri termo-mediteraneene și de pre-deșert, Faleze cu vegetație de Limonium spp. endemic de pe coastele mediteraneene, Liziere de ierburi înalte hidrofile de câmpie și de nivel montan până la alpin, Straturi cu Posidonia (Posidonion oceanicae), Depresiuni intradunale umede, Dune cu vegetație ierboasă Brachypodietalia cu specii anuale.
La baza desemnării sitului se află mai multe specii protejate:
- plante (2): Allium grosii, Genista dorycnifolia
- păsări (14): stârc roșu (Ardea purpurea), pasărea ogorului (Burhinus oedicnemus), Calonectris diomedea, caprimulg (Caprimulgus europaeus), egretă mică (Egretta garzetta), șoim călător (Falco peregrinus), Galerida theklae, Hydrobates pelagicus, Larus audouinii, Phalacrocorax aristotelis desmarestii, Puffinus puffinus mauretanicus, chiră de mare (Sterna sandvicensis), turturică (Streptopelia turtur), Sylvia sarda
- mamifere (1): liliacul mic cu potcoavă (Rhinolophus hipposideros)

Pe lângă speciile protejate, pe teritoriul sitului au mai fost identificate 16 specii de plante.